# Te cunosc de undeva! (sezonul 10)
Sezonul 10 al emisiunii de divertisment Te cunosc de undeva! a debutat la Antena 1 pe 10 septembrie 2016. Emisiunea a fost prezentată de Alina Pușcaș și Cosmin Seleși. Juriul era format din Andrei Aradits, Andreea Bălan, (Daniela Luca), Ozana Barabancea și Aurelian Temișan.

## Distribuția

### Celebrități
- Adina Răducan - cântăreață
- Amna - cântăreață
- Dima Trofim - cântăreț
- Dorian Popa - cântăreț
- Lucian Ionescu - actor
- Maria Buză & Pepe - cântăreți și actori
- Misha - cântăreață
- Nico - cântăreață
- Șerban Copoț - cântăreț

### Juriul
- Andrei Aradits
- Andreea Bălan
- Daniela Luca - (edițiile 10 și 11)
- Ozana Barabancea
- Aurelian Temișan

### Jurizare
Dupa ce concurenții și-au făcut transformările, fiecare din membrii juriului acorda note de la 4 la 12. După notarea concurenților se alcătuia un clasament provizoriu al juriului. La acest clasament se adăugau punctele acordate de concurenți. Și anume, fiecare dintre concurenți avea la dispoziție cinci puncte pe care să le acorde artistului preferat. Concurentul cu cel mai mare punctaj după cele două jurizări câștiga ediția respectivă și primea 1000 de euro, pe care urma să îi doneze. La finalul sezonului, celebritatea câștigătoare a primit 15.000 de euro.

## Interpretări
Legendă:
     Câștigător
| Concurent         | Ediția 1                    | Ediția 2                      | Ediția 3                      | Ediția 4                      | Ediția 5                              | Ediția 6                        | Ediția 7              | Ediția 8                            |
| ----------------- | --------------------------- | ----------------------------- | ----------------------------- | ----------------------------- | ------------------------------------- | ------------------------------- | --------------------- | ----------------------------------- |
| Adina Răducan     | Maria Tănase                | Rita Ora                      | Goran Bregovic                | Ariana Grande                 | Adele                                 | Bruno Mars                      | Era Istrefi           | Enrique Iglesias                    |
| Amna              | Sia                         | James Brown                   | Amy Winehouse                 | Tina Turner                   | Fergie                                | Andra                           | Justin Bieber         | Mioara Velicu                       |
| Dima Trofim       | Pink                        | Flo Rida                      | Sofia Vicoveanca              | Verka Serduchka               | Justin Timberlake                     | Conchita Wurst                  | Alexander Rybak       | Minodora                            |
| Dorian Popa       | 50 Cent                     | Gică Petrescu                 | Misha                         | Missy Elliott                 | Fuego                                 | Don Omar                        | Elena Merișoreanu     | Will Smith                          |
| Lucian Ionescu    | Jennifer Lopez              | Boy George                    | Peter Mattei                  | Cornelia Catanga              | David Lee Roth                        | Celia Cruz                      | Gheorghe Dinică       | Sean Paul                           |
| Maria Buză & Pepe | Judy Garland & Fred Astaire | Charlie Puth & Meghan Trainor | Asin & Salman Khan            | Ion Dolănescu & Maria Ciobanu | Antonia & Carla's Dreams              | Brigitte Bardot & Jeanne Moreau | LMFAO & Goonrock      | Cornelia Rednic & Gigi Sima         |
| Misha             | Connect-R                   | Vanessa Paradis               | Dorian Popa                   | Thalia                        | Angela Buciu                          | Rihanna                         | Dolly Parton          | Kamelia                             |
| Nico              | Stevie Wonder               | Delia                         | Brian Johnson                 | Celine Dion                   | Herwig Rüdisser                       | Maria Butaciu                   | Adam Lambert          | Melanie Fiona                       |
| Șerban Copoț      | Florin Salam                | Janis Joplin                  | Ryan Tedder                   | Little Richard                | Loalwa Braz                           | Jim Carrey                      | Kylie Minogue         | Radu Ille                           |
|                   |                             |                               |                               |                               |                                       |                                 |                       |                                     |
| Concurent         | Ediția 9                    | Ediția 10                     | Ediția 11                     | Ediția 12                     | Ediția 13                             | Ediția 14                       | Ediția 15             | FINALA                              |
| Adina Răducan     | Katy Perry                  | Samantha Fox                  | Miley Cyrus                   | Angela Similea                | Ella Fitzgerald                       | Janet Jackson                   | Laura Pergolizzi      | Beyonce                             |
| Amna              | Loredana Groza              | Jimi Hendrix                  | Jessie J                      | Nicola                        | Bonnie Tyler                          | Mirela Petrean                  | Laura Stoica          | Amna & Oana Sîrbu                   |
| Dima Trofim       | Jason Derulo                | Carmen Șerban                 | Roman Iagupov                 | Ionuț Fulea                   | Elvis Presley                         | Britney Spears                  | Filip Kirkorov        | Dima Trofim & Mirela Boureanu Vaida |
| Dorian Popa       | Dina Vass                   | Dhanush                       | Mungo Jerry                   | J. Yolo                       | Carmen Miranda                        | Bobby Brown                     | Nicki Minaj           | Dorian Popa & Fuego                 |
| Lucian Ionescu    | Christina Aguilera          | Pink Martini                  | Chris Brown                   | Freddie Mercury               | Sava Negrean Brudașcu                 | Denise Belfon                   | Billy Idol            | Michael Jackson                     |
| Maria Buză & Pepe | Cher & Tina Turner          | Kris Kross                    | Maria Cârneci & Adrian Enache | Kamal El Oujdi                | Aurelian Andreescu & Angela Gheorghiu | Roxette                         | Valeria & Traian Ilea | Marc Anthony & Alexander Delgado    |
| Misha             | Romica Puceanu              | Ștefan Bănică Jr.             | Anda Călugăreanu              | Lady Gaga                     | Marilyn Monroe                        | Kelis                           | Nicole Scherzinger    | Misha & Connect-R                   |
| Nico              | Aurelian Temișan            | Lara Fabian                   | Mariska Veres                 | Gabi Luncă                    | Dua Lipa                              | Ed Sheeran                      | Alicia Keys           | Jennifer Lopez                      |
| Șerban Copoț      | Tita Bărbulescu             | Eddy Grant                    | Eminem                        | Keith Flint                   | Alice Cooper                          | Anda Adam                       | Pharrell Williams     | Grinch                              |

## Scor total
Legenda
Numere roșii indică concurentul care a obținut cel mai mic scor.
Numere verzi indică concurentul care a obținut cel mai mare scor.
     indică concurentul care a părăsit competiția.
     indică concurentul câștigător.
     indică concurentul de pe locul 2.
     indică concurentul de pe locul 3.
| Concurent         | Cel mai mic scor inclusiv finala | Cel mai mare scor inclusiv finala | 1  | 2  | 3  | 4  | 5  | 6  | 7  | 8  | 9  | 10 | 11 | 12 | 13 | 14 | 15 | locuri | Total (1-15) | Finala | Locuri |
| ----------------- | -------------------------------- | --------------------------------- | -- | -- | -- | -- | -- | -- | -- | -- | -- | -- | -- | -- | -- | -- | -- | ------ | ------------ | ------ | ------ |
| Adina Răducan     | 21                               | 87                                | 23 | 43 | 35 | 41 | 39 | 64 | 37 | 21 | 44 | 38 | 36 | 29 | 46 | 87 | 21 | 2      | 604          | 84     | 2      |
| Amna              | 20                               | 48                                | 29 | 33 | 27 | 26 | 40 | 32 | 24 | 30 | 30 | 24 | 33 | 31 | 28 | 20 | 48 | 9      | 455          | ―      | ―      |
| Dima Trofim       | 16                               | 54                                | 52 | 31 | 27 | 52 | 54 | 32 | 47 | 16 | 36 | 17 | 37 | 17 | 29 | 49 | 36 | 7      | 532          | ―      | ―      |
| Dorian Popa       | 21                               | 57                                | 31 | 22 | 23 | 40 | 21 | 37 | 32 | 57 | 33 | 36 | 30 | 35 | 22 | 26 | 34 | 8      | 479          | ―      | ―      |
| Lucian Ionescu    | 16                               | 83                                | 52 | 40 | 60 | 16 | 47 | 24 | 23 | 45 | 55 | 52 | 33 | 48 | 25 | 33 | 39 | 3      | 592          | 83     | 3      |
| Maria Buză & Pepe | 18                               | 78                                | 44 | 37 | 56 | 36 | 36 | 22 | 60 | 48 | 23 | 30 | 18 | 26 | 78 | 34 | 35 | 4      | 583          | 72     | 4/5    |
| Misha             | 21                               | 56                                | 21 | 40 | 28 | 31 | 38 | 27 | 46 | 36 | 56 | 21 | 40 | 36 | 47 | 31 | 38 | 6      | 536          | ―      | ―      |
| Nico              | 23                               | 85                                | 32 | 42 | 44 | 49 | 27 | 48 | 38 | 43 | 23 | 85 | 29 | 29 | 27 | 27 | 36 | 5      | 579          | 72     | 4/5    |
| Șerban Copoț      | 26                               | 89                                | 49 | 45 | 33 | 42 | 31 | 47 | 26 | 37 | 33 | 30 | 77 | 82 | 31 | 26 | 46 | 1      | 635          | 89     | 1      |